# Karchane-je Adżormaszini
Karchane-je Adżormaszini (perski: كارخانه اجرماشيني) – miejscowość w Iranie, w ostanie Sistan i Beludżystan. W 2006 roku miejscowość liczyła 23 mieszkańców w 6 rodzinach.